# Tic et Tac, les rangers du risque (film)
Série
Tic et Tac, les rangers du risque
(1989)
Pour plus de détails, voir Fiche technique et Distribution.
Tic et Tac, les rangers du risque : le film ou Tic et Tac : les rangers du risque au Québec (Chip 'n Dale: Rescue Rangers) est un film américain réalisé par Akiva Schaffer et sorti en 2022 sur Disney+.
Ce film mêlant animation et prise de vues réelles met en scène les personnages Tic et Tac. Ce film ne constitue pas une suite de la série d'animation Tic et Tac, les rangers du risque (1989-1990), mais plutôt un come-back métafictionnel, où Tic et Tac sont des acteurs dans le monde réel qui interprétaient leur propre rôles dans la série originale, dans la même veine que le film Qui veut la peau de Roger Rabbit.

## Synopsis
En 1982, Tic et Tac se rencontrent sur les bancs de l'école. En 1990, leur série à succès Tic et Tac, les rangers du risque s'arrête brutalement. Trente ans après, Tic et Tac ont pris des chemins différents. Tic est aujourd'hui agent d'assurance, enchaînant les récompenses et titres de « Employé du mois » et vit désormais dans un quartier résidentiel banal. De son côté, Tac a subi une opération et est devenu un personnage 3d animé par ordinateur. Il écume les soirées nostalgiques et conventions de fans où il tente de retrouver la gloire passée aux côtés de personnages comme Lumière, Baloo, Tigra ou le « Sonic moche ».
Quand leur ami commun Jack le costaud disparait, Tic retrouve Tac. Ils vont devoir refaire équipe et reprendre leurs costumes des rangers du risque.

## Fiche technique
Sauf indication contraire, les informations mentionnées dans cette section peuvent être confirmées par la base de données cinématographiques IMDb,  présente dans la section « Liens externes ».
- Titre original : Chip 'n Dale: Rescue Rangers
- Titre français : Tic et Tac, les rangers du risque
- Réalisation : Akiva Schaffer
- Scénario : Dan Gregor et Doug Mand, d'après une histoire de Barry Schwartz, d'après la série créée par Tad Stones et Alan Zaslove et les personnages de Kathleen Shugrue
- Musique : Brian Tyler
- Décors : Steve Saklad
- Photographie : Larry Fong
- Montage : Brian Scott Olds
- Production : David Hoberman et Todd Lieberman

Producteurs délégué : Alexander Young
- Sociétés de production : Mandeville Films et Walt Disney Pictures
- Société de distribution : Disney+
- Budget : n/a
- Pays de production :  États-Unis
- Langue originale : anglais
- Format : couleur
- Genre : comédie, aventures
- Dates de sortie[2] :
  - Monde : 20 mai 2022 sur Disney+

## Distribution

### Voix originales
- John Mulaney : Tic (Chip en VO)
- Andy Samberg : Tac (Dale en VO)
- KiKi Layne : Ellie Steckler
- Will Arnett : Sweet Pete
- Eric Bana : Monterey Jack
- Flula Borg : DJ Herzogenaurach
- Dennis Haysbert : Zipper
- Keegan-Michael Key : Bjornson
- Tress MacNeille : Gadget
- J. K. Simmons : Captain Putty
- Chris Parnell : Dave Bollinari
- Seth Rogen : Bob (le nain viking en motion capture), Pumbaa (Le Roi lion), Mante (Kung Fu Panda), B.O.B. (Monstres contre Aliens)
- Da'Vone McDonald : Jimmy
- Jeff Bennett : Lumière (La Belle et la Bête)
- Liz Cackowski (en) : Tigra
- Steven Curtis Chapman : Baloo
- Rachel Bloom : Polochon (La Petite Sirène), Le Frisé (Peter Pan)
- Tim Robinson : Ugly Sonic (le design raté de Sonic dans Sonic, le film)[3]
- Charles Fleischer : Roger Rabbit
- David Tennant : Balthazar Picsou
- Alan Oppenheimer : He-Man & Skeletor (Les Maîtres de l'univers)
- Jorma Taccone : Batman
- Jim Cummings : Catox, Shredder, Myster Mask, Pat Hibulaire
- Paula Abdul : elle-même
- Paul Rudd : lui-même
- Vin Diesel : lui-même

### Voix françaises
- Guillaume Lebon : Tic
- Sauvane Delanoë : Tic, jeune
- Antoine Schoumsky : Tac
- Kaycie Chase : Tac, jeune
- Paul Borne : Jack le Costaud
- Justine Berger : Ellie Steckler
- Bruno Salomone : Cool Pete
- Thierry Desroses : Ruzor
- Virginie Ledieu : Gadget
- Gérard Darier : Capitaine Mastic
- Sylvain Lemarié : Bob, le nain viking en capture de mouvement
- Jean-Michel Vaubien :  Bull, DJ Herzonenaurach et voix additionnelles
- Jérémy Prévost : Skeletor
- Nathalie Karsenti : Tigra
- Serge Faliu : Bjornson
- Xavier Fagnon : Baloo, Mante et B.O.B.
- Laurent Maurel : Sonic le moche
- Gérard Surugue : Roger Rabbit, Pumbaa
- Guillaume Beaujolais : Lumière

 Sauf indication contraire ou complémentaire, les informations mentionnées dans cette section proviennent du générique de fin de l'œuvre audiovisuelle présentée ici.

## Production

### Genèse et développement
En janvier 2014, il est annoncé que The Walt Disney Company développe un long métrage en prise de vues réelles d'après la série d'animation Tic et Tac, les rangers du risque, dans la veine du film Alvin et les Chipmunks de la Fox. Robert Rugan est engagé comme réalisateur et scénariste.
En mai 2019, Akiva Schaffer remplace finalement Robert Rugan au poste de réalisateur. Dan Gregor et Doug Mand sont alors annoncés comme scénaristes, d'après une précédente ébauche de Barry Schwartz. David Hoberman et Todd Lieberman rejoignent la production, assumée par Walt Disney Pictures et Mandeville Films.

### Attribution des rôles
En novembre 2020, il est révélé que Corey Burton prêtera à nouveau sa voix à Zipper, comme dans la série d'animation originale. Alors qu'il était un temps évoqué l'idée qu'il double également Tac, Andy Samberg est annoncé dans ce rôle en décembre 2020. John Mulaney est ensuite annoncé pour doubler Tic. Seth Rogen est ensuite confirmé pour un caméo. La présence d'autres acteurs est révélée lors de la présentation de la première bande-annonce le 15 février 2022.

### Tournage
Le tournage débute le 16 mars 2021 à Los Angeles,,.

## Autour du film

### Le cas Peter Pan: Controverse
Dans ce film, Peter Pan, personnage emblématique de Disney, est l'antagoniste principal et il se fait appeler Cool Pete. L'histoire montre sa chute dans la voie du mal, car dans cet univers, ce dernier grandit et devient un adulte obèse et sans scrupule, qui a été rejeté de tous les tournages de films, qui jura de se venger en créant des copies "pirates" de classiques Disney et kidnappant leurs vedettes en forçant ses congénères toon à tourner des films clandestins. Vers la fin du film, il devient un monstre composé de plusieurs parties venant de personnages de long-métrage 3D de Disney et il finit en prison attaché comme un dangereux criminel. Cette version de Peter Pan est mal vue par les fans qui ont suivi ses aventures, mais aussi, parce que cette proposition est vue comme un parallèle douteux et de mauvais goût avec la vie tragique d'un acteur du studio.
En effet, c'est Bobby Driscoll, enfant star du début des années 1940, qui a donné ses traits et sa voix au personnage du classique Disney. Bien qu'il connût le succès durant son enfance, avec entre autres Danny, le petit mouton noir et L'Île au trésor, son arrivée dans l'âge adulte mit progressivement fin à sa carrière, les studios l'écartant au fur et à mesure des projets. Il sombra dans la misère et la drogue et mourut d'une overdose à l'âge de 31 ans.

### Clins d’œil
Le film contient de nombreuses références à d'autres éléments de pop culture.
- La lunch box de Tic est un produit dérivé de la série K2000.
- Un autobot de la série Transformers est présent dans le public de la scène des talents du lycée.
- Dans le congélateur de Tic on peut voir des produits au nom de L'Âge de glace, des Looney Tunes et de Frozone des Indestructibles.
- Lorsque Tic marche sur Hollywood Boulevard, il passe devant une étoile au nom de Chun-Li de Street Fighter et une au nom de Carlo Tentacule de Bob l'éponge, et des affiches parodique de Fast and Furious avec des bébés, Madame Doubtfire avec Meryl Streep, Batman VS E.T. et Dobby l'elfe de maison d'Harry Potter en égérie Gucci.
- Lorsque Tac tente de convaincre Tic de retrouver Jack, Tic mentionne Scooby-Doo et sa bande.
- Dans l'appartement de Jack, on peut apercevoir le donut et l'éclair policiers du film Les Mondes de Ralph. Plus tard, lorsque Cool Pete est transformé par sa machine, il reprend la phrase phare de Ralph « Je vais tout casser ».
- Sur Main Street, on peut voir Linda Flynn-Fletcher de Phinéas et Ferb et le chien Colonel du film Les 101 Dalmatiens.
- Parmi les films plagiés de Cool Pete, il y a : La Petite Femme poisson (La Petite Sirène), Le Garçon en pyjama volant 2 (Peter Pan), La Belle et l’Animal (La Belle et la Bête), Casspied le fantôme (Casper), Les Chiens aux spaghettis (La Belle et le Clochard), Wouni le gros ourson (Les Aventures de Winnie l'ourson), Les Simpsons (Les Simpson), Bienvenue au Prince Jahli (Aladdin).
- Les Toons ayant été repris dans les croquis du labo sont : Jiminy Cricket, Gus Gus, Tweedledum et Tweedledee, Polochon, Tahiti Bob, Atchoum, La Panthère rose, Garfield.
- Sur le mur du labo, se trouvent des parties restantes des toons précédents qui ont été piratés : les gants de Mickey, le nez de la La Panthère rose, le chapeau de Prince d'Aladdin, les cheveux de Jimmy Neutron, le chapeau de Jiminy Cricket, la moustache de Monty, les lunettes de Toby Tortoise, le sourire du chat du Cheshire et les cheveux de Sora, un chapeau de schtroumpfs, les yeux du Chat Potté.
  - Sora est le protagoniste de la série Kingdom Hearts, série où les univers Disney sont reliés, dans laquelle apparaissent également Tic et Tac.
- Dans la scène du spa on peut voir Randy Marsh dans un sauna et l'oncle Picsou dans un bain de pièces.
- Au fan con :
  - Certains fans se sont déguisés en Jack Sparrow, Miguel de Coco, en une figurine Lego, Witcher, en princesse Leia et Kylo Ren pour deux souris, en Sacha de Pokemon, en Borat, en Rick-ornichon.
  - Il y aussi la présence de Baloo, Lumière, Pumbaa, maître Mante de Kung Fu Panda, B.O.B de Monstres contre Aliens, Tigra, Sonic le moche, des poneys de la série My Little Pony : Les amies, c'est magique, le Frisé, le Géant de fer, Musclor et Skeletor, Docteur La Peluche de la série du même nom, etc.
  - La statue de Voltron, personnage de la série du même nom.
- Les Toons qui ont été retrouvés dans le conteneur à la fin du film : Abu, Bonkers, Fred Pierrafeu, Patrick l’Étoile de mer, Flagada Jones, Zazu, Jiminy Cricket, Samuraï Jack de la série du même nom, Phinéas Flynn, Woody Woodpecker, Dipper Pines, Mickey Mouse, Gumball de la série Le Monde incroyable de Gumball, le Chat du Cheshire, Kaa, Obélix, Bambi, Toby Tortoise, un Bisounours, Princesse Tiana, Naruto Uzumaki.